# Miloš Obrenović
Miloš Obrenović (en serbio cirílico: Милош Обреновић) (18 de marzo de 1780-26 de septiembre de 1860) fue príncipe de Serbia desde 1815 hasta 1839, y nuevamente desde 1858 hasta 1860. Participó en el Primer Levantamiento Serbio y lideró el Segundo, y fundó la Casa Real de Obrenović. Bajo su gobierno, Serbia se convirtió en un principado autónomo dentro del Imperio otomano. Se le atribuye el inicio del proceso de restablecemiento del Estado serbio, así como la configuración de la política interior y exterior de la Serbia moderna. El Príncipe Miloš gobernó autocráticamente, negándose permanentemente a compartir el poder. Durante su mandato, era el hombre más rico de Serbia y uno de los más ricos de los Balcanes.

## Primeros años
Nació como Miloš Teodorović en la aldea de Dobrinja, cerca de Požega en el distrito de Užice, en una familia pobre que había emigrado de Montenegro. Su padre, Teodor Mihailović, era campesino. En 1810, después de la muerte de su hermanastro Milan, Miloš derivó su apellido del nombre de su padrastro Obren Martinović (padre de Milan). Su madre Višnja (nacida Urošević) tuvo tres hijos con su primer marido —Jakov, Milán y Stana—, y tres con el segundo —Milos, Jevrem y Jovan—. En su juventud, Miloš trabajó para la familia Ječmenica, ricos comerciantes de ganado de Zlatibor.

## Levantamientos serbios y autonomía
Miloš luchó en el Primer Levantamiento Serbio, acaudillado por Karađorđe Petrović hasta su final en 1813. Su hermanastro Milan también participó en el levantamiento, llegando a ser jefe del distrito de Rudnik. Tras el fracaso de la rebelión, Miloš fue uno de sus pocos líderes que se quedaron en Serbia para preparar la venganza contra los turcos otomanos. 

## Primer periodo de gobierno
En abril de 1815, organizó y encabezó el Segundo Levantamiento Serbio. Convencido de que era imposible que Serbia lograse la independencia en aquel momento, abogó por obtener cierta autonomía y la vuelta de Maraşli Ali Bajá, un antiguo gobernador otomano con el que podía entenderse. Como resultado del acuerdo, Serbia ganó una cierta autonomía, pero permaneció bajo la soberanía otomana. Poco a poco, sin embargo, la autonomía serbia fue creciendo y menguando el poder otomano, al tiempo que se asentaba la autoridad de Obrenović. Este empleó el soborno para ganarse la aquiescencia de parte de los representantes otomanos a sus planes de ampliación de la autonomía.

El territorio original del principado autónomo regido por Obrenović y la expansión de 1833.

Paulatinamente, Miloš Obrenović se hizo gobernante absoluto del territorio. Imbuido de un concepto patriarcal del poder, la hostilidad popular hacia su modo autocrático de gobernar surgió tardíamente. En 1817, Karađorđe, el líder del primer levantamiento, volvió a Serbia, pero fue asesinado, en un complot de Obrenović y los otomanos, que aún temían su popularidad. Aquí nació la enemistad entre las dinastías Obrenović y Karađorđević, y este hecho mermó la confianza de los serbios en el príncipe Miloš.
Durante la década de 1820, se dedicó a afianzar su poder y cimentar la unidad del principado. Puso en los cargos principales a familiares y partidarios, y dominó a los posibles rivales. Gobernó como un autócrata, que desconfiaba de todo lo que pudiese limitar su poder, incluidas las leyes escritas. Eliminó sin miramientos toda oposición, llegando a asesinar a los que consideraba rivales. También utilizó métodos draconianos para desbaratar la amenaza que hasta 1826 supuso la gran concentración de proscritos que se habían refugiado en el principado. Para implantar su poder, se rodeó de un grupo de fieles de dudosa catadura y de aventureros, dispuestos a obedecer sus órdenes.
Opuesto a entregar las tierras dejadas por los turcos a sus partidarios, las repartió entre los labradores e impidió así el surgimiento de una aristocracia en el principado. Se enriqueció además extraordinariamente durante su primer periodo de gobierno.
Los decretos del sultán de 1830 y 1833 ampliaron sus derechos sobre un territorio más grande, e hicieron de Serbia un principado soberano con Obrenović como príncipe, y se estableció en Belgrado un patriarcado de la Iglesia ortodoxa serbia, independiente del Patriarcado de Constantinopla. El sultán impuso asimismo la creación de un Consejo de notables que, aunque nombrados por el príncipe, ostentarían el cargo de manera vitalicia; el poder debía ejercerse conjuntamente por el príncipe y el Consejo. Obrenović ya había sido nombrado príncipe y el cargo hereditario en su familia por asambleas serbias —dominadas por él— en 1817 y 1826, pero el decreto de 1830 supuso el reconocimiento otomano a la realidad. El decreto de 1833 duplicó la extensión del principado. La condición de Rusia como garante de la autonomía de Serbia fue también importante, si bien el apoyo ruso fue titubeante hasta 1838.
En la década de 1830, creció la hostilidad hacia su despotismo, tanto entre los campesinos, que temían perder las tierras que habían obtenido, como entre sus antiguos partidarios, que se creían mal recompensados, y entre los funcionarios, que estaban preocupados por sus puestos, de los que el príncipe los podía privar en cualquier momento.
En enero de 1835, una gran reunión a la que acudieron algunos de los principales opositores y miles de personas logró que Obrenović aceptase promulgar una Constitución democrática. La medida, empero, fue rechazada por la vecina Austria, el Imperio otomano y Rusia, por lo que no entró en vigor. Se cree que los tres grandes imperios vieron esta constitución como un peligro para sus propios sistemas autocráticos de gobierno. La Austria de Metternich vio especialmente ridículo el hecho de que Serbia tuviera su propia bandera y Ministerio de Asuntos Exteriores. Obrenović, deseoso de deshacerse de toda cortapisa a su poder, la abrogó en marzo.
Entre 1835 y 1838, se sucedieron los proyectos constitucionales, todos fracasados, bien porque disgustaron a Obrenović —dispuesto a aceptar únicamente una ley que le garantizase la preeminencia— o a Rusia. Finalmente el Gobierno otomano impuso una nueva pseudoconstitución que obligaba al príncipe a compartir el poder con un Consejo compuesto por diecisiete notables, uno de cada distrito del principado. Solo el sultán podía destituir a estos diputados. La pérdida de poder que este nuevo orden gubernamental comportó hizo que Obrenović abandonase el país en abril de 1839.
Regresó a los pocos días, pero los Defensores de la Constitución, apoyados por el sultán, le obligaron a abdicar en junio. Lo hizo en su hijo Milan, que murió unas semanas después de ser nombrado príncipe, y luego en Mihailo, que también sucedería a su padre en su segunda etapa como príncipe. Mihailo fue depuesto en 1842, y la familia quedó apartada del poder hasta 1858, cuando regresó con la restauración de Miloš como príncipe durante los dos últimos años de su vida.

## Segundo periodo de gobierno
La expulsión de Alejandro Karađorđević y la pérdida de poder de la oligarquía reunida en torno al Consejo en 1858 comportó la vuelta de Obrenović y el comienzo de una década de monarquía absoluta. Regresó a Serbia en enero de 1859, tras obtener la aquiescencia del Gobierno otomano. Siguió sin aceptar la limitación de su poder por la Constitución de 1838, que consideró abrogada. La asamblea que depuso a Alejandro le facilitó la renovación a su gusto del Consejo y de los ministros. La pérdida de prestigio del Consejo hizo que este no le supusiese estorbo alguno a su ejercicio del poder.
Mantuvo bajo su dominio a las tropas y a la policía. Los ministros, destituidos a menudo, solo respondían ante él. Con la connivencia de los liberales, llevó a cabo una depuración del funcionariado, que perdió ciertos privilegios, poco apreciados por la población. Sus intentos por someter a su capricho a los jueces, sin embargo, fracasaron. Neutralizó toda oposición mediante la intimidación.
Centrado en conservar el poder y en complacer a la amplia población campesina, utilizó a la asamblea, incapaz de dominarlo, para informarse de las quejas y las necesidades de la población. Aprobó una serie de medidas con el fin de mejorar la suerte del campesinado: aceleró los procesos judiciales, anuló las deudas que superasen lo que el campesino jurase deber en la iglesia —lo que hizo cesar los créditos— y abolió el impuesto por la tala de bosques, entre otras medidas. Gustaba de mezclarse con el pueblo y su residencia era accesible para la población.
Murió el 26 de septiembre de 1860, y sus funerales y sepelio se produjeron en la Saborna Crkva (Catedral de San Miguel) de Belgrado. Le sucedió su hijo Mihailo.
| Predecesor: Nuevo título           | Príncipe de Serbia 1839-1839 | Sucesor: Milan II Obrenović    |
| Predecesor: Alejandro Karađorđević | Príncipe de Serbia 1858-1860 | Sucesor: Mihailo III Obrenović |

## Títulos y tratamientos
Esta tabla aún no está actualizada. Puedes contribuir aportando información sobre títulos y tratamientos de esta persona.